# Universal Orlando Resort
Universal Orlando Resort, o simplement Universal Orlando, és un complex de parcs temàtics i lleure a Orlando, Florida (EUA). És gestionat per Universal Parks & Resorts i propietat d'NBC Universal, una divisió de Comcast. Universal Orlando és el segon complex turístic més gran de l'àrea metropolitana d'Orlando, després de Walt Disney World Resort, situat a la vora.
Universal Orlando està format per dos parcs temàtics (Universal Studios Florida i Universal's Islands of Adventure), un parc aquàtic (Volcano Bay), un complex de lleure nocturn (Universal CityWalk Orlando), sis hotels Loews (Loews Portofino Bay Hotel, Hard Rock Hotel, Loews Royal Pacific Resort, Cabana Bay Beach Resort, Loews Sapphire Falls Resort i Universal's Aventura Hotel) i un futur parc, Epic Universe.
És un dels complexos turístics més visitats del món, amb 21 milions de visitants el 2017.

## Història
Universal Orlando va obrir el 7 de juny del 1990, llavors format només pel parc temàtic Universal Studios Florida. El 1995 començà la construcció d'un nou parc, Islands of Adventure, i es va inaugurar finalment el 28 de maig del 1999. Estava format per sis "illes" temàtiques: Port of Entry, Seuss Landing, The Lost Continent, Jurassic Park, Toon Lagoon i l'illa de superherois de Marvel. El parc va rebre pocs visitants i se'n van tancar algunes atraccions. Juntament amb el nou parc, es va inaugurar el CityWalk Orlando i el primer hotel, Loews Portofino Bay. El complex es va anomenar Universal Studios Escape, però de seguida va canviar el nom per Universal Orlando Resort.
El desembre del 2000 va obrir el Hard Rock Hotel, i el 2001, el Loews Royal Pacific Resort. El 2007, Universal i Warner Bros. van anunciar la construcció de The Wizarding World of Harry Potter, que es va afegir com a setena illa a Universal's Islands of Adventure i va obrir el 2010. Després de l'èxit de l'illa de Harry Potter, el 2014 va obrir una expansió de l'àrea a Universal Studios Florida.
Blackstone Group es va vendre la seva participació a Universal Orlando el 2011.

## Parcs temàtics

### Universal Studios Florida
El primer parc del complex, Universal Studios Florida, va obrir el 7 de juny del 1990. Està format per àrees temàtiques i atraccions basades en la indústria cinematogràfica. La intenció és que els visitants se sentin com en el rodatge d'una pel·lícula, amb les atraccions i els espectacles inspirats per conegudes produccions de cinema, televisió i musicals. El formen vuit àrees temàtiques: Hollywood, Production Central, Nova York, San Francisco, The Wizarding World of Harry Potter - Diagon Alley, World Expo, Springfield i Woody Woodpecker's Kidzone.

### Universal's Islands of Adventure
El segon parc que va obrir al complex va ser Universal's Islands of Adventure, el 28 de maig del 1999. El formen set illes temàtiques que conviden a l'aventura. Els visitants comencen al Port of Entry i fan cap a les altres illes: Marvel Super Hero Island, Toon Lagoon, Jurassic Park, The Wizarding World of Harry Potter - Hogsmeade, The Lost Continent i Seuss Landing.

### Universal's Volcano Bay
Volcano Bay és un parc aquàtic obert el 2017. Va substituir Wet 'n Wild, fundat el 1977 i comprat el 1998 per Universal Parks & Resorts; va tancar el 2016.

## Galeria

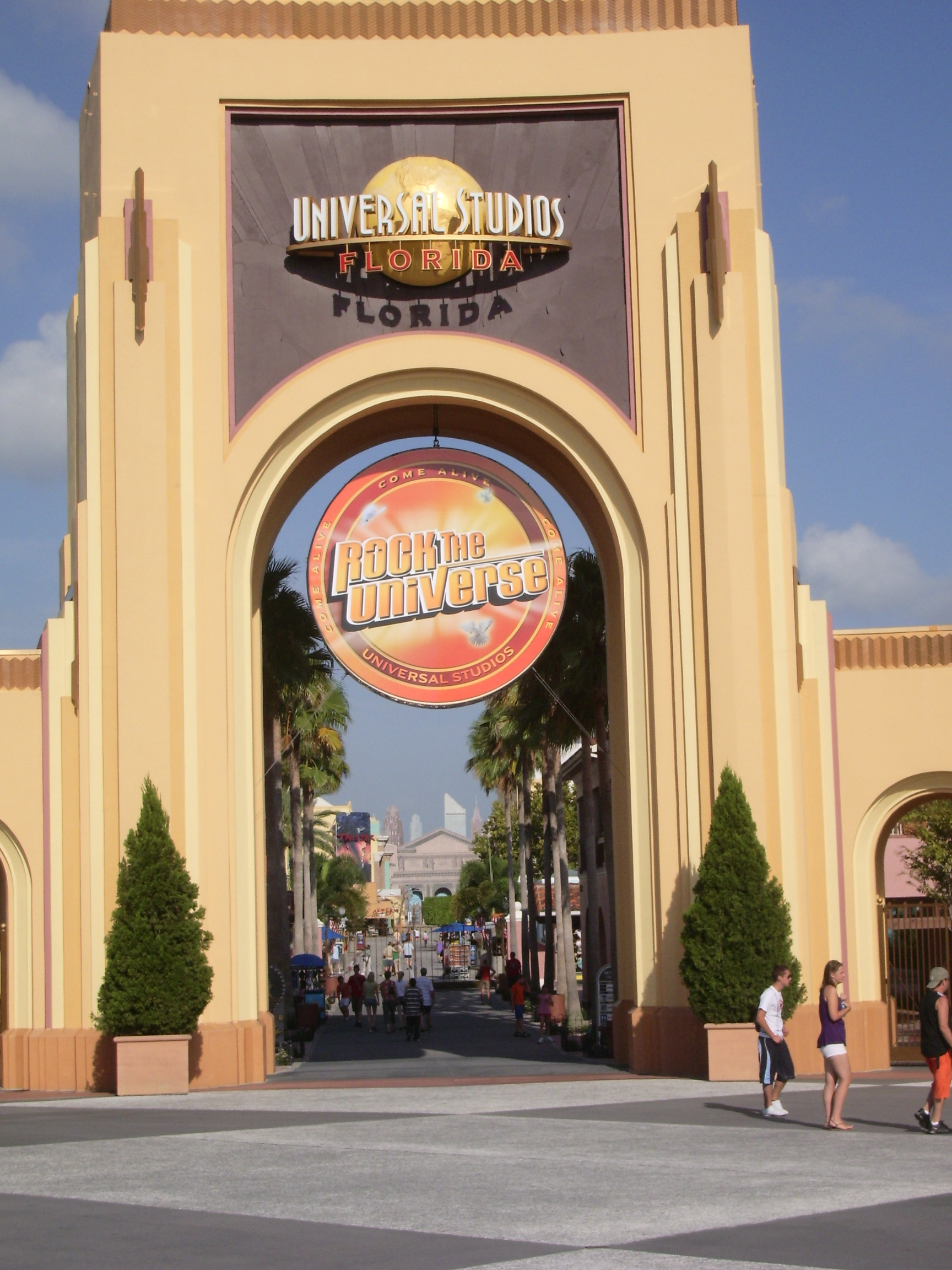
Entrada a Universal Studios Florida el 2007
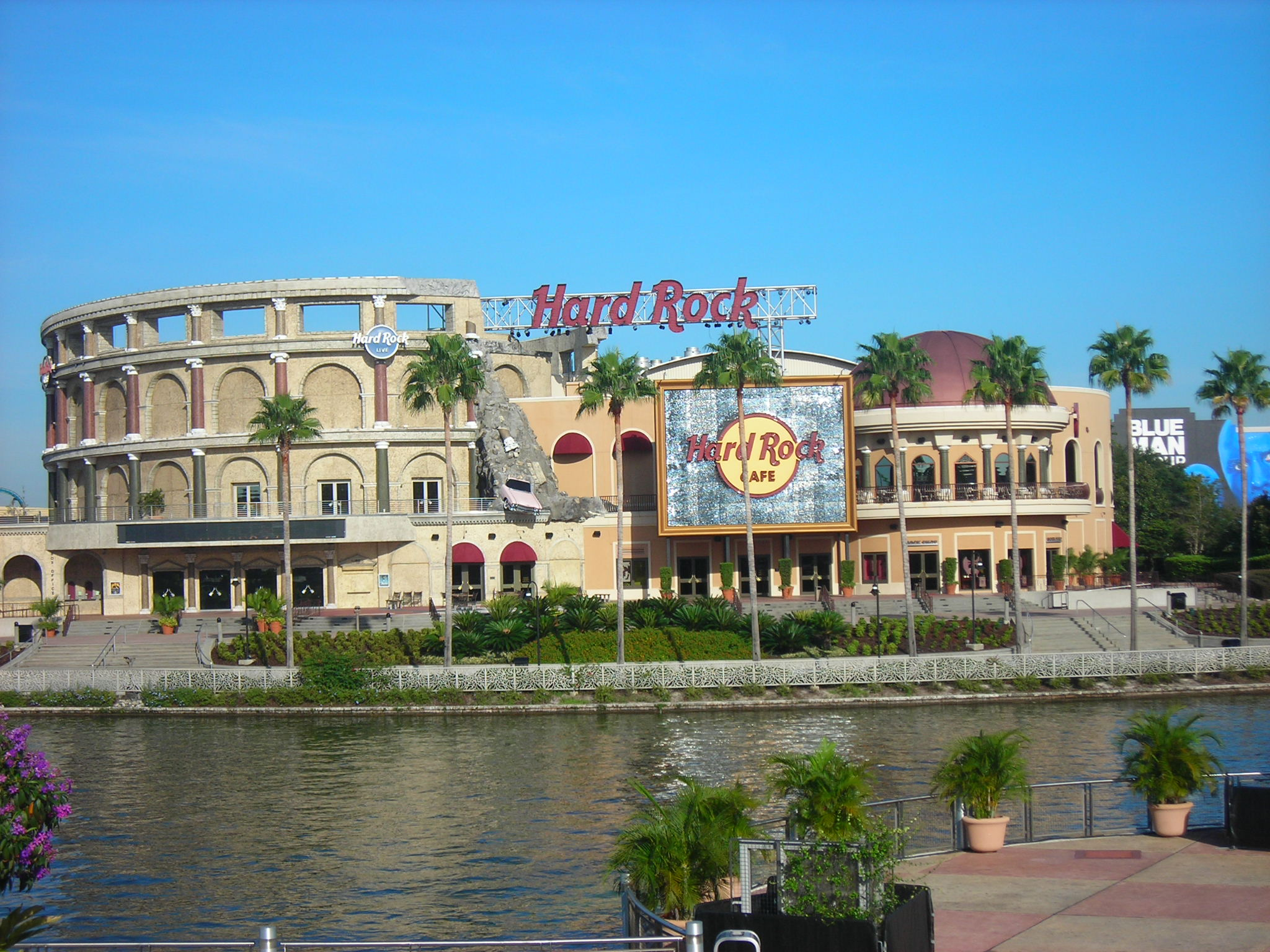
Hard Rock Cafe, a Universal CityWalk
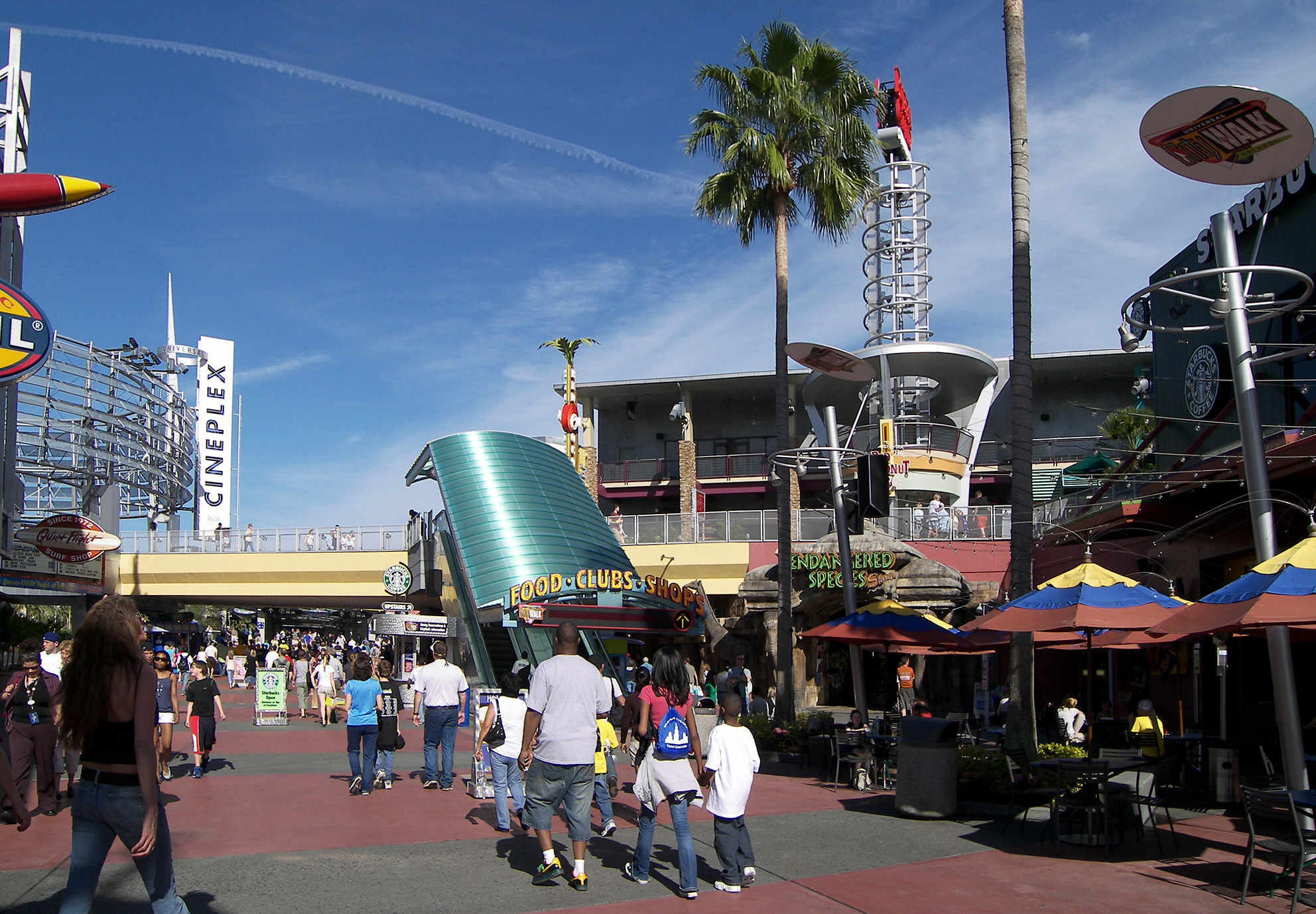
Universal CityWalk
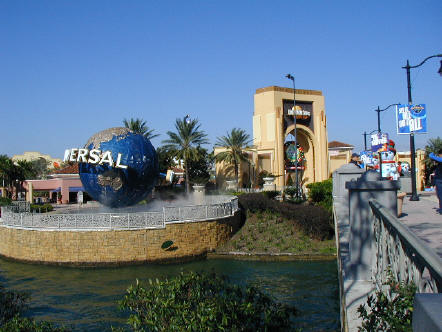
Entrada d'Universal Studios
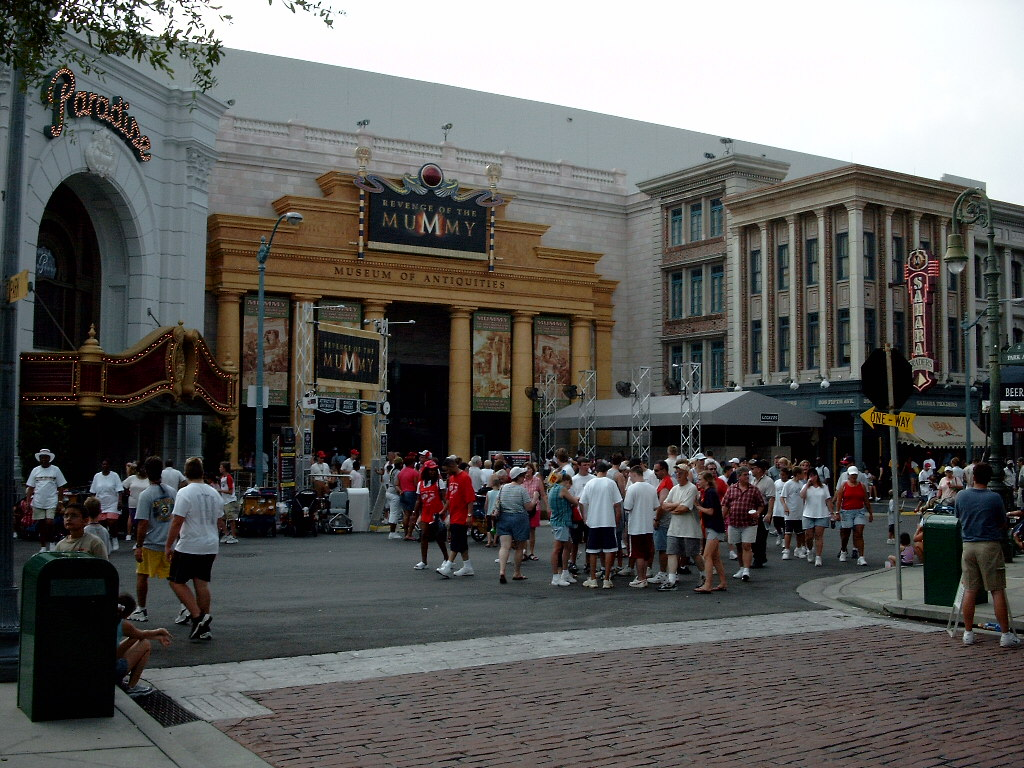
L'atracció Revenge of the Mummy